# Nicolas Flamel
Nicolas Flamel (também referido em português como Nicolau Flamel; Pontoise, 28 de setembro de 1330 — Paris, 22 de março de 1418) foi um escrivão, copista e vendedor de livros de sucesso francês que ganhou fama de alquimista no século XVII por seus supostos trabalhos de criação da pedra filosofal, o elixir da longa vida, e pela transmutação de metais em ouro por meio de um livro misterioso. Era casado com Dame Perenelle Flamel.

## Biografia
Flamel foi trabalhar em Paris como escrivão. Em 1364 casou-se com Pernelle, que era viúva. Conseguiu algum dinheiro com sua livraria e passou a dedicar-se ao estudo da alquimia como um passatempo.
Nicolau e sua esposa eram católicos devotos e com o passar do tempo se tornaram conhecidos pela riqueza e pela filantropia que realizavam, assim como as múltiplas interpretações que davam à alquimia da época.

### Obras literárias
Escreveu O Livro das Figuras Hieroglíficas em 1399, O Sumário Filosófico em 1409 e Saltério Químico em 1414.

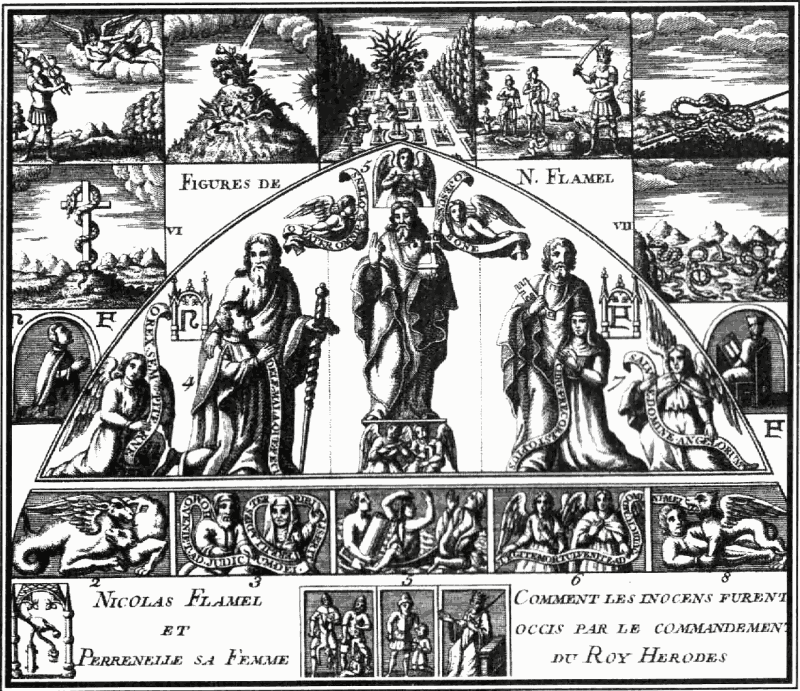
Figura do livro Le Livre des figures hiéroglyphiques atribuído a Flamel, porém escrito 194 anos após sua morte

## A pedra filosofal
Segundo a lenda, em torno de 1370, Flamel encontrou um antigo livro que continha textos intercalados com desenhos enigmáticos, aparentando hieróglifos. A história de sua vida poderia ser resumida na guarda deste livro, mesmo após muito estudá-lo, Flamel não conseguiria entender do que se tratava. Ainda segundo esta história, ele teria encontrado um sábio judeu em uma estrada em Santiago de Compostela, na Espanha, que fez a tradução do livro, que se tratava de cabala e alquimia, possuindo a fórmula para a pedra filosofal.
Flamel, a partir de 1380, começou a se dedicar à alquimia prática. Segundo conta-se, conseguiu produzir prata em torno de 1382 e depois finalmente a transmutação em ouro. Cerca de dez anos após o início dos experimentos começou a realizar um grande número de obras de caridade, como a construção de hospitais, igrejas, abrigos e cemitérios e os decorar com pinturas e esculturas contendo símbolos alquímicos e muito ouro.

## Lenda
A lenda, no entanto, conta que, na realidade, ambos, Flamel e Perrenelle, não morreram, e que em suas tumbas foram encontradas apenas suas roupas em lugar de seus corpos, eles teriam vivido graças ao elixir da longa vida, ao qual, Flamel também teria fabricado antes de morrer.
Flamel deixou um testamento escrito a seu sobrinho, em que revelava os segredos que descobrira sobre a alquimia. O Testamento de Nicholas Flamel foi compilado na França no final dos anos 1750 e publicado em Londres em 1806. O documento original foi escrito de próprio punho por Nicholas Flamel em um alfabeto codificado e criptografado que consistia em 96 letras. Um escrivão Parisiense chamado Father Pernetti o copiou e um Senhor de Saint Marc pôde finalmente quebrar o código em 1758.
Foi citado na série de livros Harry Potter como tendo realmente conseguido produzir a pedra filosofal e vivido 665 anos. Ele a teria destruído no final do primeiro livro da série, Harry Potter e a Pedra Filosofal. Há menção também em O Código Da Vinci de Flamel tendo sido um dos grão-mestres do Priorado de Sião. Foi citado também em Os segredos de o imortal Nícolas Flamel, livro de Michael Scott, bem como no mangá Fullmetal Alchemist.

## Morte e legado
Flamel morreu em 22 de março de 1418, com mais de 80 anos, e sua casa foi saqueada por caçadores de tesouros e gente ávida por encontrar a pedra filosofal ou receitas concretas para sua preparação.
A casa onde Flamel residiu com sua esposa ainda existe. Ela situa-se na rue de Montmorency, no número 51, sendo a mais antiga casa de pedra da cidade. No andar térreo, hoje encontra-se um restaurante.
Seu nome e o de sua mulher foram dados a ruas próximas do Museu do Louvre, em Paris, em homenagem a eles.

## Na ficção
- Foi referido no filme As Above, So Below (em português Assim na Terra Como no Inferno) como sendo a personificação base do próprio filme, onde é retratada a sua lenda e conta como supostamente na verdade, a Pedra Filosofal se encontra nas Catacumbas de Paris, a protagonista é a arqueóloga Scarlett Marlowe que então "refaz" os passos de Flamel em busca da pedra filosofal.
- Sua história foi abordada pelo quadro Mundos Invisíveis, no Episódio 2. Série de documentários do programa Fantástico, apresentado por Marcelo Gleiser em 2007.
- Lima Barreto, em seu conto A nova Califórnia, nomeia de Flamel o estranho visitante que descobre como transformar ossos de mortos em ouro.
- Na novela Fera Ferida (1993), inspirada na narrativa de Lima Barreto, havia um personagem chamado Feliciano, cuja família foi perseguida e morta na cidade de Tubiacanga. Feliciano, ainda criança, sai fugido da cidade. Depois de adulto, retorna para Tubiacanga para se vingar, sob o nome de Raimundo Flamel (interpretado pelo ator Edson Celulari), pseudônimo que o personagem Feliciano adotou, pois teria sido discípulo do alquimista Nicolas Flamel, suposto descobridor da fórmula para se transformar ossos em ouro.
- Também citado em A alquimia do Unicórnio.
- Citado também no livro A Profecia Voynich - Criança Índigo.
- É citado também no livro O Manual do Bruxo de Allan Zola Kronzek e Elisabeth Kronzek.
- Tem um papel bastante importante no livro O Alquimista - Os segredos de o Imortal Nicholas Flamel, de Michael Scott, no qual é mencionado como protetor do Livro de Abraão, o Mago, onde se encontra o segredo da Imortalidade e da destruição do mundo.
- O personagem Conde do Milênio do mangá D. Gray-Man foi inspirado em Flamel.
- Citado no anime Fullmetal Alchemist, principalmente através do símbolo da cobra em volta de uma cruz (Cruz de Flamel).
- Citado no anime Ulysses: Jehanne Darc to Renkin no Kishi, anime que conta a historia da jehanne darc como sendo uma detentora da metade de uma pedra filosofal, no anime flamel era um alquimista e participante da ordem dos templários, cujo objetivo era destruir todas as pedras filosofais pois elas poderiam abrir o buraco da babilônia e causar o apocalipse.
- Em Harry Potter e a Pedra Filosofal, de J.K. Rowling, Flamel realmente conseguiu criar a Pedra Filosofal e viveu até 718 anos com sua esposa.
- Há menção em O Código Da Vinci de Flamel tendo sido um dos grão-mestres do Priorado de Sião.
- Uma imagem retirada de um livro atribuído a Flamel ilustra a capa do álbum "A Tábua de Esmeralda"(1974), de Jorge Ben Jor. As músicas do disco são inspiradas em temas da mitologia acerca de Hermes Trismegisto, filósofo que viveu na região de Nino por volta de 1500 a.C. A música Namorado da viúva faz referência à Flamel e sua esposa. No álbum "Solta o Pavão"(1975), a música "Velhos, Flores, Criancinhas e Cachorros" é baseada na afamada Oração de Flamel.
- No filme Fantastic Beasts: The Crimes of Grindewald, cujo roteiro foi escrito por J.K. Rowling (autora da série Harry Potter), há a participação do personagem de Nicolau Flamel em várias cenas do longa. O ator que deu vida ao alquimista foi Brontis Jodorowsky.
- No jogo Assassin's Creed: Unity, produzido pela Ubisoft, nas missões O Segredo de Flamel: Os Monges e Segredo de Flamel: Denis Molinier.